# Municipio de West Abington
El municipio de West Abington (en inglés: West Abington Township) es un municipio ubicado en el condado de Lackawanna en el estado estadounidense de Pensilvania. En el año 2000 tenía una población de 311 habitantes y una densidad poblacional de 22.1 personas por km².

## Geografía
El municipio de West Abington se encuentra ubicado en las coordenadas 41°31′00″N 75°45′59″O / 41.51667, -75.76639.

## Demografía
Según la Oficina del Censo en 2000 los ingresos medios por hogar en la localidad eran de $41,250 y los ingresos medios por familia eran de $46,538. Los hombres tenían unos ingresos medios de $33,333 frente a los $17,222 para las mujeres. La renta per cápita de la localidad era de $19,931. Alrededor del 6,7% de la población estaba por debajo del umbral de pobreza.